# Peloribates hubbardi
Peloribates hubbardi är en kvalsterart som först beskrevs av Banks 1904.  Peloribates hubbardi ingår i släktet Peloribates och familjen Haplozetidae. Inga underarter finns listade i Catalogue of Life.